# Stefan Voll
Stefan Voll (* 1961) ist ein deutscher Sportwissenschaftler und Hochschullehrer.

## Leben
Voll absolvierte in der Zeit von 1982 bis 1987 ein Lehramtsstudium in den Fächern Deutsch und Sport an der Universität Regensburg. Nach dem Referendariat in München und Feuchtwangen war er von 1989 bis 1998 am Gymnasium Burgkunstadt als Lehrer tätig. In dieser Zeit, nämlich im Jahr 1993, legte er seine Doktorarbeit vor. 1998 wechselte er ans Sportzentrum der Otto-Friedrich-Universität Bamberg, dessen Leitung er 2002 übernahm. 2003 schloss Voll seine Habilitation mit dem Thema „Werte- und Einstellungsstrukturen im Schulsport“ ab. 2006 trat er eine Professur für Angewandte Sportwissenschaften an der Universität Bamberg an.
Volls Forschungsschwerpunkte liegen im Themenbereich Sportunterricht, er beschäftigte sich mit Fragen der Ethik im Sport, auch im Zusammenhang mit Doping, mit Bewegung und Kognition und sportpsychologischen Fragestellungen. Von 2004 bis 2006 leitete er das Forschungsprojekt „Mannschaftspsychologische Parameter einer effektiven Auszeitgestaltung im Basketball“, untersuchte 2007 das Thema „Die Handball-Weltmeisterschaft und ihre sportdidaktische Verwertbarkeit“. 2011 nahm er den Basketballspieler Dirk Nowitzki und dessen Stärke beim Freiwurf unter die Lupe. Voll befasste sich mit weiteren Themen, welche die Sportart Basketball betreffen, darunter das Verhältnis von Arbeit und Spiel im Berufsbasketball und Mitternachtsbasketball. In Vorträgen, weiteren Forschungsprojekten und Veröffentlichungen beschäftigte er sich des Weiteren mit dem Zusammenhang zwischen Bewegung und Bildung sowie geistiger Leistungsfähigkeit, Vereinssport, Tennistraining, dem Themenbereich „Sport als Lebensbereicherung“, psychologischen Aspekten als Leistungsfaktoren im Sport, Verkehrserziehung und Radfahrausbildung, Integration und Sport, der Vermittlung von Schlägersportarten im Schulsport sowie dem Fairness-Begriff.